# ب‌ام‌و ایکس۵ (جی۰۵)
ب‌ام‌و جی۰۵ (به آلمانی: BMW G05) یک خودروی شاسی‌بلند لوکس سایز متوسط است که توسط خودروساز آلمانی ب‌ام‌و تولید شده‌است. این خودرو چهارمین نسل از ب‌ام‌و ایکس۵ است. این خودرو در سال ۲۰۱۸ به عنوان جانشین ایکس۵ اف۱۵ عرضه شد. فروش این نسل از ایکس۵ در نوامبر ۲۰۱۸ آغاز شد. اطلاعات نسخه‌های عملکرد بالای این خودرو، ایکس۵ ام و ایکس۵ ام کامپکتیشن در ۱ اکتبر ۲۰۱۹ فاش شد.

## توسعه و عرضه

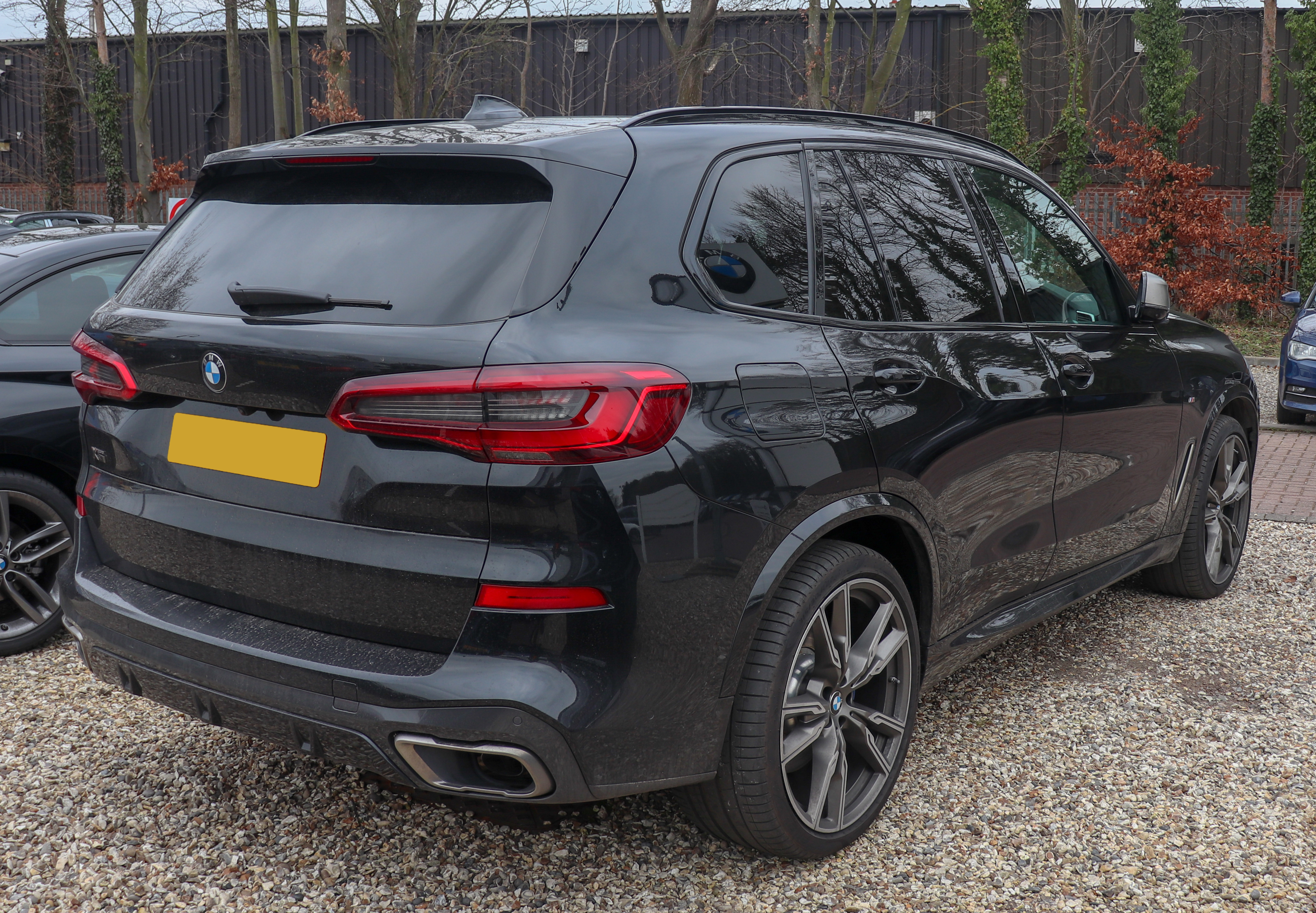
نمای عقب

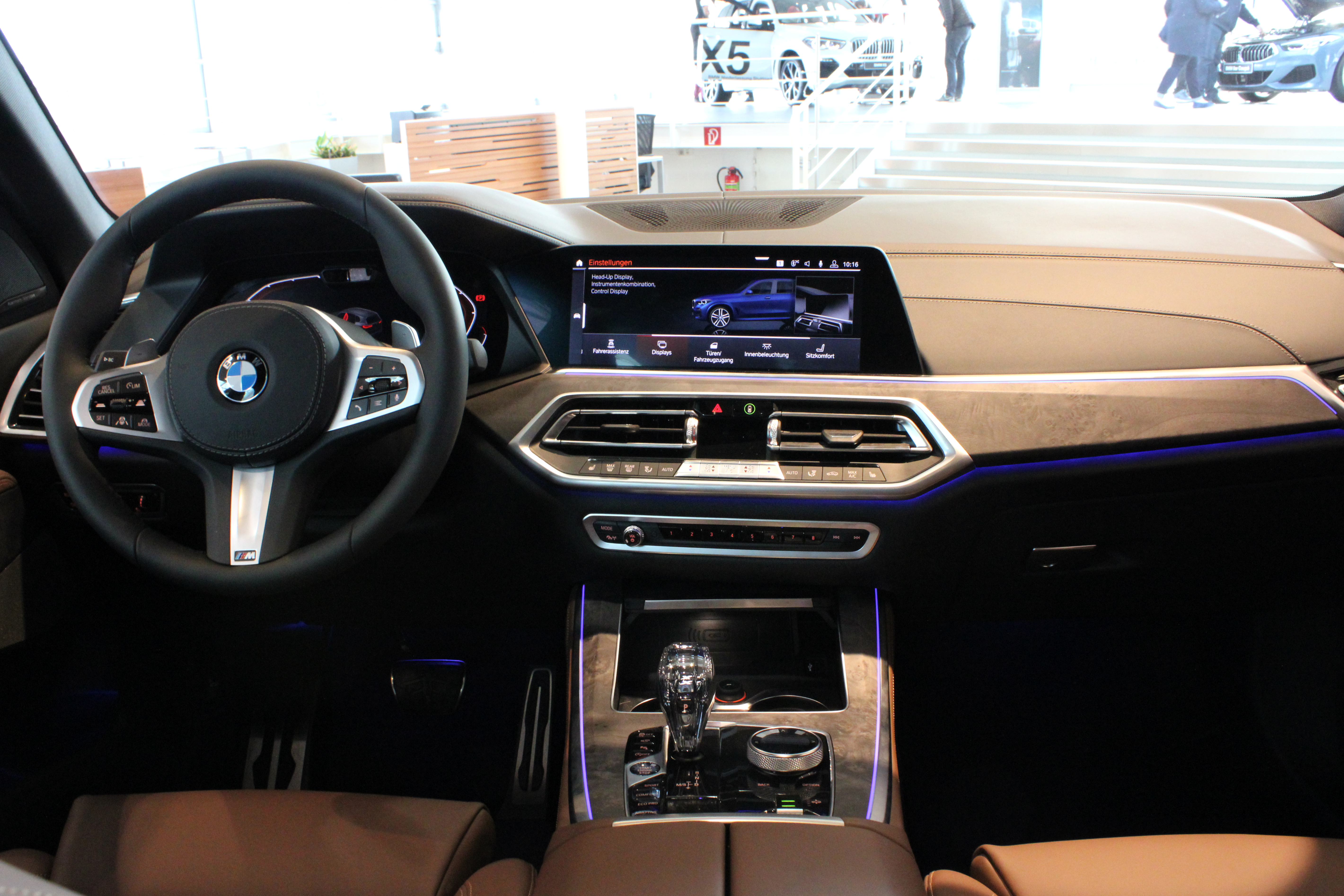
نمای داخلی

اطلاعات مربوط به ایکس۵ جی۰۵ در تاریخ ۶ ژوئن ۲۰۱۸ به‌صورت آنلاین منتشر شد.
ایکس۵ جی۰۵ از پلت‌فرم سی‌ال‌ای‌آر ب‌ام‌و که در خودروهای ب‌ام‌و سری ۷ (جی۱۱) و ب‌ام‌و سری ۵ (جی۳۰) نیز به‌کار رفته، استفاده می‌کند. این خودرو دارای یک سیستم تعلیق عقب فایو-لینک است و می‌توان آن را با فرمان چهار چرخ و تعلیق بادی که می‌تواند تا ۴۰ میلیمتر (۲ اینچ) بالا و پایین برود سفارش داد. ایکس۵ جی۰۵ در مقایسه با مدل قبلی خود ۳۶ میلیمتر (۱ اینچ) طویل‌تر، ۶۶ میلیمتر (۳ اینچ) پهن‌تر، و ۱۹ میلیمتر (۱ اینچ) بلندتر است. همهٔ نسخه‌های بنزینی از فیلترهای ذرات معلق استفاده می‌کنند در حالی که در همهٔ نسخه‌های دیزلی از ادبلو استفاده می‌شود که میزان انتشار نیتروژن اکسید را کاهش می‌دهد.
ایکس۵ جی۰۵ تقریباً در تمام مناطق از قابلیت چهار چرخ متحرک ایکس‌درایو بهره‌مند است، اما نسخهٔ محور عقب اس‌درایو تنها در آمریکای شمالی عرضه می‌شود. نسخهٔ ایکس‌درایو۵۰آی در بازار کشورهای اروپایی در دسترس نیست، اما در عوض آن‌ها می‌توانند نسخهٔ ام۵۰آی را سفارش دهند.
در اوت ۲۰۱۹، ب‌ام‌و یک خودروی زرهی به نام ایکس۵ پروجکشن وی‌آر۶ را معرفی کرد که می‌تواند در برابر گلوله‌های ای‌کی-۴۷ مقاومت کند.

## تجهیزات

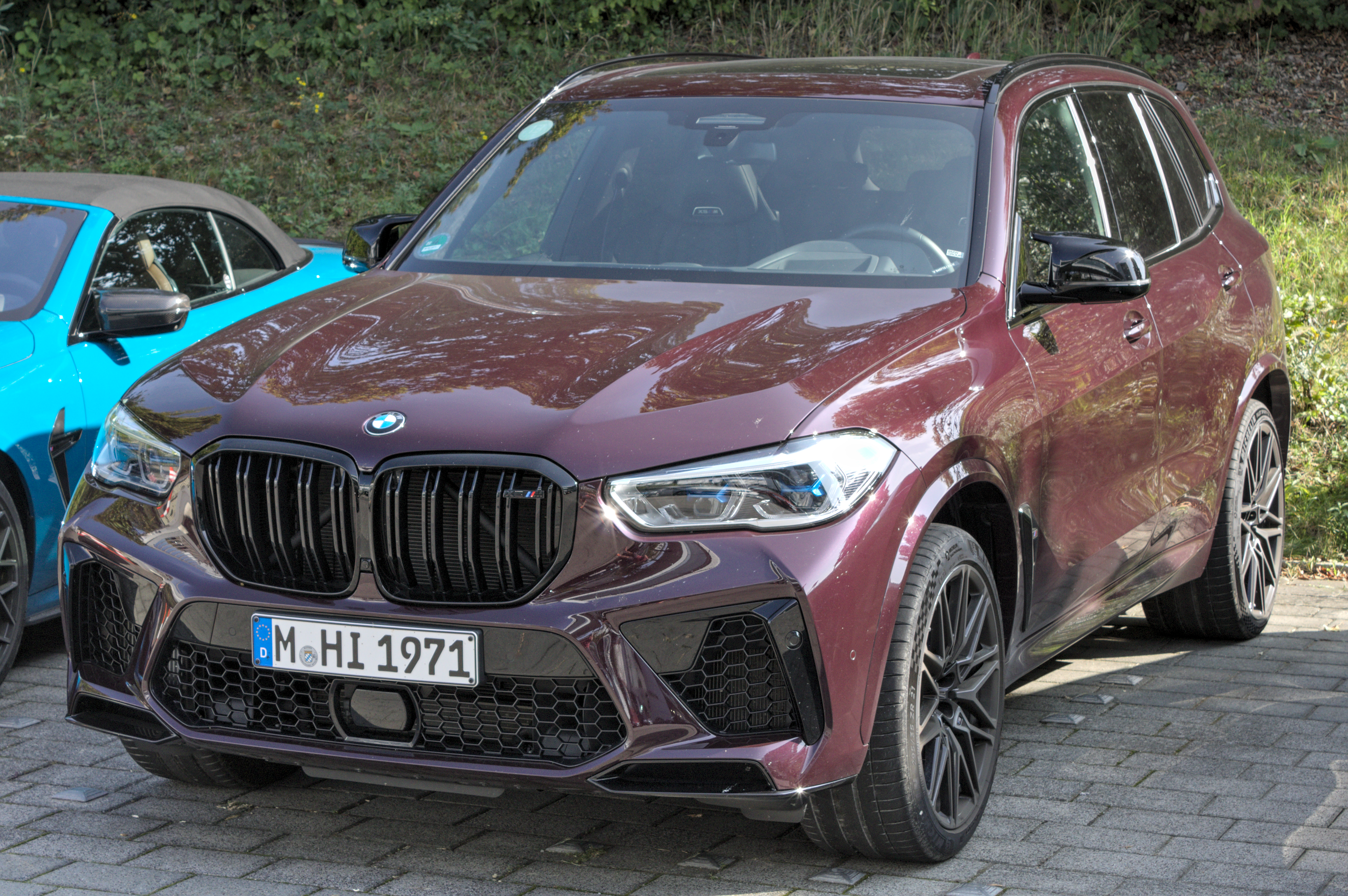
ایکس۵ ام

تجهیزات استاندارد این خودرو شامل چراغ‌های جلوی ال‌ئی‌دی، میراگرهای کنترل الکترونیکی، صندلی‌های برقی و اسپرت دارای گرم‌کننده و دو نمایشگر ۱۲٫۳ اینچی برای صفحه ابزار و سیستم آی‌درایو است. تمامی نسخه‌های ایکس۵ جی۰۵ همچنین به چراغ‌های جلوی لیزری، سانروف پانوراما با الگوهای ال‌ئی‌دی و اشتراک آفیس ۳۶۵ و اسکایپ برای کسب‌وکار با به‌روزرسانی آب و هوا مجهز هستند. سیستم جدید کلید دیجیتال همچنین امکان استفاده از تلفن هوشمند را به عنوان کلید دکمه برای قفل یا بازکردن قفل خودرو از طریق ارتباطات میدان‌نزدیک فراهم می‌کند.
پکیج‌های ایکس‌لاین و ام اسپورت نیز در کنار تزئینات استاندارد ارائه می‌شوند و دارای سبک‌های مختلف بدنه و رنگ‌های منحصر به فرد و گزینه‌های متنوع رنگ‌آمیزی تودوزی هستند. نسخه‌های ایکس‌لاین از رینگ‌های آلیاژی ۱۹ اینچی با تزئینات بیرونی آلومینیومی برخوردار هستند، در حالی که نسخه‌های ام اسپورت از رینگ‌های آلیاژی ۲۰ اینچی براق برخوردار هستند.

## مدل‌ها

### با موتور بنزینی
| مدل                 | سال‌ها | موتور                                                    | قدرت                                                                      | گشتاور                                                   | ۰—۱۰۰ کیلومتر در ساعت (۰—۶۲ مایل در ساعت) |
| ------------------- | ----- | -------------------------------------------------------- | ------------------------------------------------------------------------- | -------------------------------------------------------- | ----------------------------------------- |
| ایکس۵ ایکس‌درایو۴۰آی | ۲۰۱۸– | بی۵۸بی۳۰ام۱ ۳٫۰ لیتری آی۶ توربوشارژر                     | ۲۵۰ کیلووات (۳۴۰ اسب بخار متری؛ ۳۳۵ اسب بخار) در ۵٬۵۰۰ دور در دقیقه       | ۴۵۰ نیوتن متر (۳۳۲ پوند-فوت) در ۱٬۵۰۰–۵٬۲۰۰ دور در دقیقه | ۵٫۵ ثانیه                                 |
| ایکس۵ ایکس‌درایو۵۰آی | ۲۰۱۸– | ان۶۳بی۴۴ام۳ ۴٫۴ لیتری وی۸ توربوی دوگانه                  | ۳۴۰ کیلووات (۴۶۲ اسب بخار متری؛ ۴۵۶ اسب بخار) در ۵٬۲۵۰ دور در دقیقه       | ۶۵۰ نیوتن متر (۴۷۹ پوند-فوت) در ۱٬۵۰۰–۴٬۷۵۰ دور در دقیقه | ۴٫۷ ثانیه                                 |
| ایکس۵ ام۵۰آی        | ۲۰۱۹– | ان۶۳بی۴۴تی۳ ۴٫۴ لیتری وی۸ توربوی دوگانه                  | ۳۹۰ کیلووات (۵۳۰ اسب بخار متری؛ ۵۲۳ اسب بخار) در ۵٬۵۰۰–۶٬۰۰۰ دور در دقیقه | ۷۵۰ نیوتن متر (۵۵۳ پوند-فوت) در ۱٬۸۰۰–۴٬۶۰۰ دور در دقیقه | ۴٫۳ ثانیه                                 |
| ایکس۵ ایکس‌درایو۴۵ئی | ۲۰۱۹– | بی۵۸بی۳۰ام۱ ۳٫۰ لیتری آی۶ توربوشارژر + موتور برقی همزمان | ۲۹۰ کیلووات (۳۹۴ اسب بخار متری؛ ۳۸۹ اسب بخار) در ۵٬۵۰۰ دور در دقیقه       | ۶۰۰ نیوتن متر (۴۴۳ پوند-فوت) در ۱٬۵۰۰–۵٬۲۰۰ دور در دقیقه | ۵٫۶ ثانیه                                 |
| ایکس۵ ام            | ۲۰۲۰– | اس۶۳ ۴٫۴ لیتری وی۸ توربوی دوگانه                         | ۴۴۱ کیلووات (۶۰۰ اسب بخار متری؛ ۵۹۱ اسب بخار) در ۶٬۰۰۰ دور در دقیقه       | ۷۵۰ نیوتن متر (۵۵۳ پوند-فوت) در ۱٬۸۰۰–۵٬۸۶۰ دور در دقیقه | ۳٫۸ ثانیه                                 |
| ایکس۵ ام کامپکتیشن  | ۲۰۲۰– | اس۶۳ ۴٫۴ لیتری وی۸ توربوی دوگانه                         | ۴۶۰ کیلووات (۶۲۵ اسب بخار متری؛ ۶۱۷ اسب بخار) در ۶٬۰۰۰ دور در دقیقه       | ۷۵۰ نیوتن متر (۵۵۳ پوند-فوت) در ۱٬۸۰۰–۵٬۸۶۰ دور در دقیقه | ۳٫۷ ثانیه                                 |

### با موتور دیزل
| مدل                 | سال‌ها     | موتور                                | قدرت                                                                   | گشتاور                                                   | ۰—۱۰۰ کیلومتر در ساعت (۰—۶۲ مایل در ساعت) |
| ------------------- | --------- | ------------------------------------ | ---------------------------------------------------------------------- | -------------------------------------------------------- | ----------------------------------------- |
| ایکس۵ ایکس‌درایو۲۵دی | ۲۰۱۸—     | بی۴۷بی۲۰ ۲٫۰ لیتری آی۴ توربوشارژر    | ۱۷۰ کیلووات (۲۳۱ اسب بخار)                                             | ۴۵۰ نیوتن متر (۳۳۱٫۹ پوند-فوت) در ۱۵۰۰–۳۰۰۰ دور در دقیقه | ۷٫۵ ثانیه                                 |
| ایکس۵ ایکس‌درایو۳۰دی | ۲۰۱۸–     | بی۵۷دی۳۰ ۳٫۰ لیتری آی۶ توربوشارژر    | ۱۹۵ کیلووات (۲۶۵ اسب بخار متری؛ ۲۶۱ اسب بخار) در ۴۰۰۰ دور در دقیقه     | ۶۲۰ نیوتن متر (۴۵۷ پوند-فوت) در ۲۰۰۰–۲۵۰۰ دور در دقیقه   | ۶٫۵ ثانیه                                 |
| ایکس۵ ایکس‌درایو۴۰دی | ۲۰۱۸–     | بی۵۷دی۳۰ ای ۳٫۰ لیتری آی۶ توربوشارژر | ۲۵۰ کیلووات (۳۴۰ اسب بخار متری؛ ۳۳۵ اسب بخار) در دور ۴۴۰۰ دور در دقیقه | ۷۰۰ نیوتن متر (۵۱۶ پوند-فوت) در ۱۷۵۰–۲٬۲۵۰ دور در دقیقه  | ۵٫۵ ثانیه                                 |
| ایکس۵ ام۵۰دی        | ۲۰۱۸—۲۰۲۰ | بی۵۷دی۳۰سی ۳٫۰ لیتری آی۶ کواد توربو  | ۲۹۴ کیلووات (۴۰۰ اسب بخار متری؛ ۳۹۴ اسب بخار) در دور ۴۴۰۰ دور در دقیقه | ۷۶۰ نیوتن متر (۵۶۱ پوند-فوت) در ۲۰۰۰–۳۰۰۰ دور در دقیقه   | ۵٫۲ ثانیه                                 |

### با موتور پیل سوختی
| مدل          | سال‌ها | موتور | قدرت | گشتاور | ۰—۱۰۰ کیلومتر در ساعت (۰—۶۲ مایل در ساعت) |
| ------------ | ----- | ----- | ---- | ------ | ----------------------------------------- |
| ایکس۵ اف‌سی‌وی | ۲۰۲۲– |       |      |        |                                           |

## ایمنی

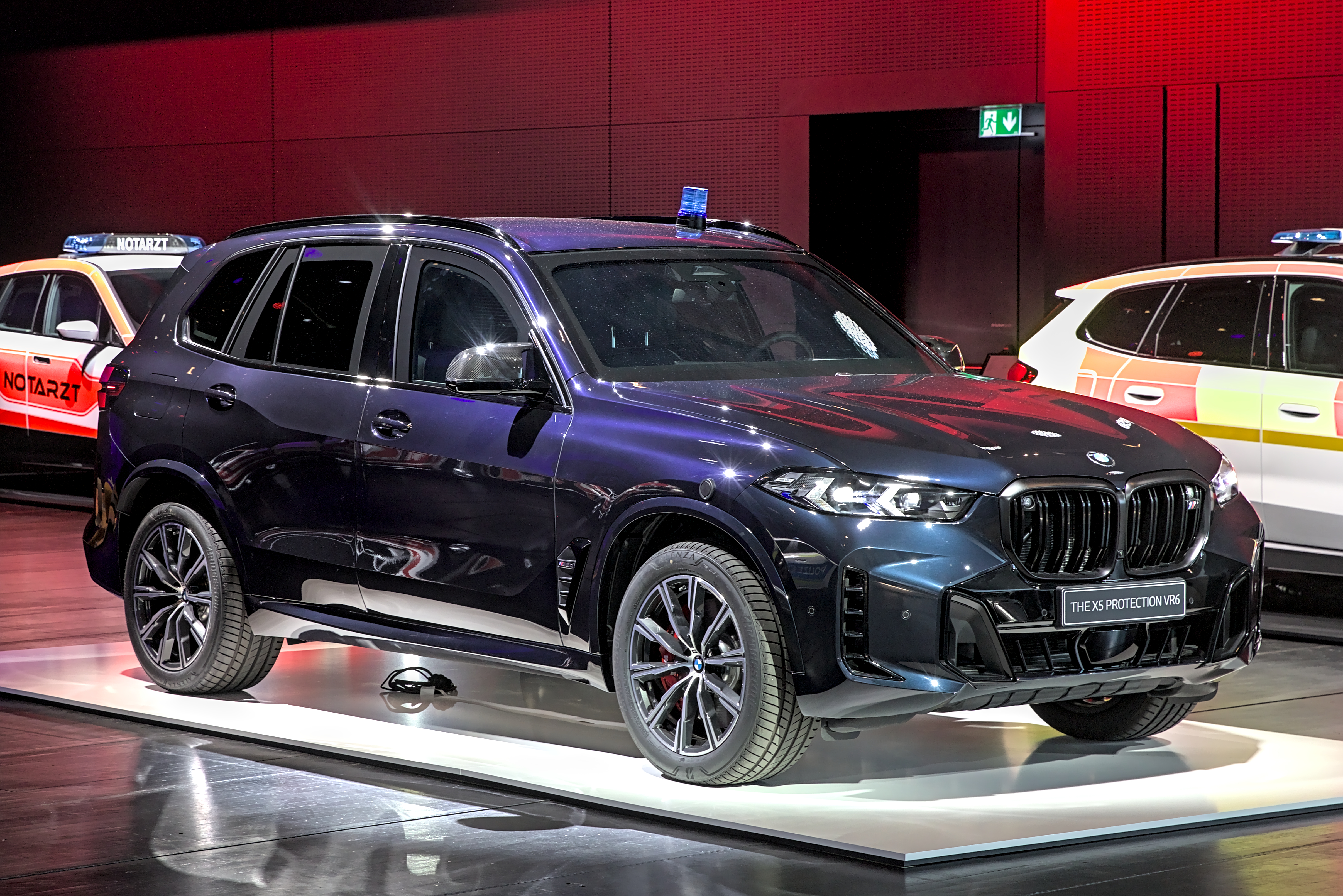
ب‌ام‌و جی۰۵

ایکس۵ ۲۰۱۸ در آزمون یورو ان‌سی‌ای‌پی موفق به دریافت ۵ ستارهٔ ایمنی شد.
| نتایج آزمون یورو ان‌سی‌ای‌پی               | نتایج آزمون یورو ان‌سی‌ای‌پی | نتایج آزمون یورو ان‌سی‌ای‌پی |
| --------------------------------------- | ------------------------- | ------------------------- |
| ب‌ام‌و ایکس۵ ایکس‌درایو۳۰دی، ال‌اچ‌دی (۲۰۱۸) |                           |                           |
| آزمون                                   | امتیاز                    | %                         |
| کل:                                     | 5/5 ستاره                 | 5/5 ستاره                 |
| سرنشین بالغ:                            | ۳۴٫۲                      | ۸۹%                       |
| سرنشین کودک:                            | ۴۲٫۶                      | ۸۶%                       |
| عابر پیاده:                             | ۳۶٫۳                      | ۷۵%                       |
| کمک ایمنی:                              | ۹٫۸                       | ۷۵%                       |